# Partido Verde Oxigeno
De Partido Verde Oxigeno (de Groene Zuurstofpartij) was een politieke partij in Colombia, opgericht in 1998. Nadat Íngrid Betancourt, oprichtster en een van de prominente leden, gekidnapped werd in 2002 verloor de partij publieke steun. In 2005 werd de partij opgeheven. 
In 1998 won de partij twee van de honderd zetels in de Senaat. 